# العصر البرمي
البرمي (باللاتينية: Permian)، وهو سادس العصور الستة من حقبة الحياة القديمة ودهر البشائر، امتد من 298.9  ± 0.15 إلى 251.902  ± 0.024 مليون سنة مضت، لمدة 46.998 مليون سنة تقريبا. يسبقه الفحمي، ويليه الثلاثي.
شهد البرمي تنوع السلويات البدائية إلى مجموعات سلفية من الثدييات، السلاحف، العظايا الحرشفية والأركوصورات. وكانت القارتين الوحيدتين المعروفتين باسم بنجيا وسيبيريا العملاقتين محاطة بمحيط عالمي يسمى أبو المحيطات. سبب انهيار غابات العصر الفحمي المطيرة مناطق شاسعة من الصحراء داخل المناطق القارية. وقد نهظت السلويات التي يمكن أن تتكيف بشكل أفضل مع هذه الظروف الأكثر جفافا، بدلاً من أسلافها البرمائية.
انتهت فترة العصر البرمي (جنبا إلى جنب مع حقبة الحياة القديمة) مع انقراض البرمي-الثلاثي الذي يعتبر أكبر انقراض جماعي في تاريخ الأرض، حيث مات فيها ما يقرب من 96% من الأحياء البحرية و 70% من الأحياء البرية. واستغرق الأمر فترة طويلة حتي العصر الثلاثي لتتعافى الحياة من هذه الكارثة. وكان التعافي من حدث انقراض البرمي-الثلاثي طويلا؛ استغرق النظام البيئي على الأرض نحو 30 مليون سنة للتعافي.

## التسمية
يعود مصطلح البرمي (Permian) نسبة إلى مدينة بيرم الروسية، وقد تم إدخال هذا المصطلح في الجيولوجيا عام 1841 بواسطة الجيولوجي الاسكتلندي رودريك مرشيسون، رئيس جمعية لندن الجيولوجية، الذي حدد الطبقات النموذجية خلال الاستكشافات الروسية التي أجريت مع إدوارد دي فيرنويل.

## الأقسام الفرعية
التقسيمات الرسمية للجنة الدولية للطبقات للعصر البرمي 2018 من أحدث طبقات الصخور إلى اقدمها هي:
| العصر   | الفترة      | المرحلة    | أهم الأحداث | البداية (م.س.مضت) |
| ------- | ----------- | ---------- | --- | ----------------- |
| الثلاثي | المبكر      | الإندوان   | أحدث | أحدث              |
| البرمي  | اللوبنجي    | الشانغسنغي | - أحداث جيولوجية: توحدت اليابسة لتتكون القارة العملاقة بانجيا ونشوء جبال الأورال، وجبال أواتشيتا، وجبال الأبالاش، من بين سلاسل جبلية أخرى (كما تشكل المحيط العملاق بانثالاسا أو المحيط الهادئ البدائي). نهاية التجلد البرمي الكربوني. المناخ حار وجاف. انخفاض محتمل في مستويات الأكسجين. تكون جبال أواشيتا واينوتيان في أمريكا الشمالية. تناقص تدريجي في حركة تكون جبال الأورال في أوروبا/آسيا. تكون جبال ألتاي في آسيا، بداية تكون جبال هنتر-بوين في القارة الأسترالية (تقريبا قبل 260 - 225 مليون سنة)، مما أدى إلى تكوين حزام نيو إنجلاند المطوي. - أحداث حيوية : انتشار وهيمنة مندمجات الأقواس (البليكوصورات ووحشيات الأقواس)، في حين تظل نظيرات الزواحف مقسومات الفقار والبرمائيات شائعة، ومن المحتمل أن تكون الأخيرة قد أدت إلى ظهور البرمائيات الحديثة في هذا العصر. في منتصف العصر البرمي، أحتلت السراخس والنباتات البذرية محل النباتات الذئبية. تطورت الخنافس والذباب. انقرضت مفصليات الأرجل الكبيرة وأشباه رباعيات الأطراف. ازدهرت الحياة البحرية في الشعاب المرجانية الضحلة الدافئة؛ كثرت البرودكتيدات، والملولبيات وعضديات الأرجل، وذوات الصدفتين، والمنخربات، والأمونيت (بما في ذلك الغونياتيت)، ومستقيمات القرن. تنشأ الزواحف التاجية من ثنائيات الأقواس السابقة، وتنقسم إلى أسلاف أشباه العظايا الحرشفية، والكيوينوصوريدات، والکورستوديرات، والأركوصورات، وسلاحف ذات الدرع، والإكثيوصورات، والثالاتوصورات، العظائيات الزعنفية. تتطور كلبيات الأسنان من وحشيات الأقواس الأكبر. انقراض أولسون (273 مليون سنة مضت)، وانقراض نهاية الكابتاني (260 مليون سنة مضت)، انقراض البرمي-الثلاثي(252 مليون سنة مضت) حدوثه واحدا تلو الآخر: أنقرض تقريبا 80% من الحياة على الأرض، شملت معظم العوالق الرتيرية، والشعاب المرجانية (الصفائحيات والمرجانيات المجعدة تختفي نهائيا)، وعضديات الأرجل، والحيوانات الحزازية، وبطنيات القدم، والأمونيات (تموت الغوناتيت بالكامل)، والحشرات، ونظيرات الزواحف، ومندمجات الأقواس، والبرمائيات، وزنابق البحر (لم ينج منها سوى المتمفصلات)، وجميع عريضات الأجنحة، وثلاثيات الفصوص، والجرابتوليت، والهيوليثانيات، وزنابق البحر الحشيانية، وبراعم البحر، والقرشيات الشوكية. | 254.14 ± 0.07     |
| البرمي  | اللوبنجي    | الوشابنغي  | - أحداث جيولوجية: توحدت اليابسة لتتكون القارة العملاقة بانجيا ونشوء جبال الأورال، وجبال أواتشيتا، وجبال الأبالاش، من بين سلاسل جبلية أخرى (كما تشكل المحيط العملاق بانثالاسا أو المحيط الهادئ البدائي). نهاية التجلد البرمي الكربوني. المناخ حار وجاف. انخفاض محتمل في مستويات الأكسجين. تكون جبال أواشيتا واينوتيان في أمريكا الشمالية. تناقص تدريجي في حركة تكون جبال الأورال في أوروبا/آسيا. تكون جبال ألتاي في آسيا، بداية تكون جبال هنتر-بوين في القارة الأسترالية (تقريبا قبل 260 - 225 مليون سنة)، مما أدى إلى تكوين حزام نيو إنجلاند المطوي. - أحداث حيوية : انتشار وهيمنة مندمجات الأقواس (البليكوصورات ووحشيات الأقواس)، في حين تظل نظيرات الزواحف مقسومات الفقار والبرمائيات شائعة، ومن المحتمل أن تكون الأخيرة قد أدت إلى ظهور البرمائيات الحديثة في هذا العصر. في منتصف العصر البرمي، أحتلت السراخس والنباتات البذرية محل النباتات الذئبية. تطورت الخنافس والذباب. انقرضت مفصليات الأرجل الكبيرة وأشباه رباعيات الأطراف. ازدهرت الحياة البحرية في الشعاب المرجانية الضحلة الدافئة؛ كثرت البرودكتيدات، والملولبيات وعضديات الأرجل، وذوات الصدفتين، والمنخربات، والأمونيت (بما في ذلك الغونياتيت)، ومستقيمات القرن. تنشأ الزواحف التاجية من ثنائيات الأقواس السابقة، وتنقسم إلى أسلاف أشباه العظايا الحرشفية، والكيوينوصوريدات، والکورستوديرات، والأركوصورات، وسلاحف ذات الدرع، والإكثيوصورات، والثالاتوصورات، العظائيات الزعنفية. تتطور كلبيات الأسنان من وحشيات الأقواس الأكبر. انقراض أولسون (273 مليون سنة مضت)، وانقراض نهاية الكابتاني (260 مليون سنة مضت)، انقراض البرمي-الثلاثي(252 مليون سنة مضت) حدوثه واحدا تلو الآخر: أنقرض تقريبا 80% من الحياة على الأرض، شملت معظم العوالق الرتيرية، والشعاب المرجانية (الصفائحيات والمرجانيات المجعدة تختفي نهائيا)، وعضديات الأرجل، والحيوانات الحزازية، وبطنيات القدم، والأمونيات (تموت الغوناتيت بالكامل)، والحشرات، ونظيرات الزواحف، ومندمجات الأقواس، والبرمائيات، وزنابق البحر (لم ينج منها سوى المتمفصلات)، وجميع عريضات الأجنحة، وثلاثيات الفصوص، والجرابتوليت، والهيوليثانيات، وزنابق البحر الحشيانية، وبراعم البحر، والقرشيات الشوكية. | 259.51 ± 0.21     |
| البرمي  | الغوادالوبي | الكابتاني  | - أحداث جيولوجية: توحدت اليابسة لتتكون القارة العملاقة بانجيا ونشوء جبال الأورال، وجبال أواتشيتا، وجبال الأبالاش، من بين سلاسل جبلية أخرى (كما تشكل المحيط العملاق بانثالاسا أو المحيط الهادئ البدائي). نهاية التجلد البرمي الكربوني. المناخ حار وجاف. انخفاض محتمل في مستويات الأكسجين. تكون جبال أواشيتا واينوتيان في أمريكا الشمالية. تناقص تدريجي في حركة تكون جبال الأورال في أوروبا/آسيا. تكون جبال ألتاي في آسيا، بداية تكون جبال هنتر-بوين في القارة الأسترالية (تقريبا قبل 260 - 225 مليون سنة)، مما أدى إلى تكوين حزام نيو إنجلاند المطوي. - أحداث حيوية : انتشار وهيمنة مندمجات الأقواس (البليكوصورات ووحشيات الأقواس)، في حين تظل نظيرات الزواحف مقسومات الفقار والبرمائيات شائعة، ومن المحتمل أن تكون الأخيرة قد أدت إلى ظهور البرمائيات الحديثة في هذا العصر. في منتصف العصر البرمي، أحتلت السراخس والنباتات البذرية محل النباتات الذئبية. تطورت الخنافس والذباب. انقرضت مفصليات الأرجل الكبيرة وأشباه رباعيات الأطراف. ازدهرت الحياة البحرية في الشعاب المرجانية الضحلة الدافئة؛ كثرت البرودكتيدات، والملولبيات وعضديات الأرجل، وذوات الصدفتين، والمنخربات، والأمونيت (بما في ذلك الغونياتيت)، ومستقيمات القرن. تنشأ الزواحف التاجية من ثنائيات الأقواس السابقة، وتنقسم إلى أسلاف أشباه العظايا الحرشفية، والكيوينوصوريدات، والکورستوديرات، والأركوصورات، وسلاحف ذات الدرع، والإكثيوصورات، والثالاتوصورات، العظائيات الزعنفية. تتطور كلبيات الأسنان من وحشيات الأقواس الأكبر. انقراض أولسون (273 مليون سنة مضت)، وانقراض نهاية الكابتاني (260 مليون سنة مضت)، انقراض البرمي-الثلاثي(252 مليون سنة مضت) حدوثه واحدا تلو الآخر: أنقرض تقريبا 80% من الحياة على الأرض، شملت معظم العوالق الرتيرية، والشعاب المرجانية (الصفائحيات والمرجانيات المجعدة تختفي نهائيا)، وعضديات الأرجل، والحيوانات الحزازية، وبطنيات القدم، والأمونيات (تموت الغوناتيت بالكامل)، والحشرات، ونظيرات الزواحف، ومندمجات الأقواس، والبرمائيات، وزنابق البحر (لم ينج منها سوى المتمفصلات)، وجميع عريضات الأجنحة، وثلاثيات الفصوص، والجرابتوليت، والهيوليثانيات، وزنابق البحر الحشيانية، وبراعم البحر، والقرشيات الشوكية. | 264.28 ± 0.16     |
| البرمي  | الغوادالوبي | الووردي    | - أحداث جيولوجية: توحدت اليابسة لتتكون القارة العملاقة بانجيا ونشوء جبال الأورال، وجبال أواتشيتا، وجبال الأبالاش، من بين سلاسل جبلية أخرى (كما تشكل المحيط العملاق بانثالاسا أو المحيط الهادئ البدائي). نهاية التجلد البرمي الكربوني. المناخ حار وجاف. انخفاض محتمل في مستويات الأكسجين. تكون جبال أواشيتا واينوتيان في أمريكا الشمالية. تناقص تدريجي في حركة تكون جبال الأورال في أوروبا/آسيا. تكون جبال ألتاي في آسيا، بداية تكون جبال هنتر-بوين في القارة الأسترالية (تقريبا قبل 260 - 225 مليون سنة)، مما أدى إلى تكوين حزام نيو إنجلاند المطوي. - أحداث حيوية : انتشار وهيمنة مندمجات الأقواس (البليكوصورات ووحشيات الأقواس)، في حين تظل نظيرات الزواحف مقسومات الفقار والبرمائيات شائعة، ومن المحتمل أن تكون الأخيرة قد أدت إلى ظهور البرمائيات الحديثة في هذا العصر. في منتصف العصر البرمي، أحتلت السراخس والنباتات البذرية محل النباتات الذئبية. تطورت الخنافس والذباب. انقرضت مفصليات الأرجل الكبيرة وأشباه رباعيات الأطراف. ازدهرت الحياة البحرية في الشعاب المرجانية الضحلة الدافئة؛ كثرت البرودكتيدات، والملولبيات وعضديات الأرجل، وذوات الصدفتين، والمنخربات، والأمونيت (بما في ذلك الغونياتيت)، ومستقيمات القرن. تنشأ الزواحف التاجية من ثنائيات الأقواس السابقة، وتنقسم إلى أسلاف أشباه العظايا الحرشفية، والكيوينوصوريدات، والکورستوديرات، والأركوصورات، وسلاحف ذات الدرع، والإكثيوصورات، والثالاتوصورات، العظائيات الزعنفية. تتطور كلبيات الأسنان من وحشيات الأقواس الأكبر. انقراض أولسون (273 مليون سنة مضت)، وانقراض نهاية الكابتاني (260 مليون سنة مضت)، انقراض البرمي-الثلاثي(252 مليون سنة مضت) حدوثه واحدا تلو الآخر: أنقرض تقريبا 80% من الحياة على الأرض، شملت معظم العوالق الرتيرية، والشعاب المرجانية (الصفائحيات والمرجانيات المجعدة تختفي نهائيا)، وعضديات الأرجل، والحيوانات الحزازية، وبطنيات القدم، والأمونيات (تموت الغوناتيت بالكامل)، والحشرات، ونظيرات الزواحف، ومندمجات الأقواس، والبرمائيات، وزنابق البحر (لم ينج منها سوى المتمفصلات)، وجميع عريضات الأجنحة، وثلاثيات الفصوص، والجرابتوليت، والهيوليثانيات، وزنابق البحر الحشيانية، وبراعم البحر، والقرشيات الشوكية. | 266.9 ± 0.4       |
| البرمي  | الغوادالوبي | الرودي     | - أحداث جيولوجية: توحدت اليابسة لتتكون القارة العملاقة بانجيا ونشوء جبال الأورال، وجبال أواتشيتا، وجبال الأبالاش، من بين سلاسل جبلية أخرى (كما تشكل المحيط العملاق بانثالاسا أو المحيط الهادئ البدائي). نهاية التجلد البرمي الكربوني. المناخ حار وجاف. انخفاض محتمل في مستويات الأكسجين. تكون جبال أواشيتا واينوتيان في أمريكا الشمالية. تناقص تدريجي في حركة تكون جبال الأورال في أوروبا/آسيا. تكون جبال ألتاي في آسيا، بداية تكون جبال هنتر-بوين في القارة الأسترالية (تقريبا قبل 260 - 225 مليون سنة)، مما أدى إلى تكوين حزام نيو إنجلاند المطوي. - أحداث حيوية : انتشار وهيمنة مندمجات الأقواس (البليكوصورات ووحشيات الأقواس)، في حين تظل نظيرات الزواحف مقسومات الفقار والبرمائيات شائعة، ومن المحتمل أن تكون الأخيرة قد أدت إلى ظهور البرمائيات الحديثة في هذا العصر. في منتصف العصر البرمي، أحتلت السراخس والنباتات البذرية محل النباتات الذئبية. تطورت الخنافس والذباب. انقرضت مفصليات الأرجل الكبيرة وأشباه رباعيات الأطراف. ازدهرت الحياة البحرية في الشعاب المرجانية الضحلة الدافئة؛ كثرت البرودكتيدات، والملولبيات وعضديات الأرجل، وذوات الصدفتين، والمنخربات، والأمونيت (بما في ذلك الغونياتيت)، ومستقيمات القرن. تنشأ الزواحف التاجية من ثنائيات الأقواس السابقة، وتنقسم إلى أسلاف أشباه العظايا الحرشفية، والكيوينوصوريدات، والکورستوديرات، والأركوصورات، وسلاحف ذات الدرع، والإكثيوصورات، والثالاتوصورات، العظائيات الزعنفية. تتطور كلبيات الأسنان من وحشيات الأقواس الأكبر. انقراض أولسون (273 مليون سنة مضت)، وانقراض نهاية الكابتاني (260 مليون سنة مضت)، انقراض البرمي-الثلاثي(252 مليون سنة مضت) حدوثه واحدا تلو الآخر: أنقرض تقريبا 80% من الحياة على الأرض، شملت معظم العوالق الرتيرية، والشعاب المرجانية (الصفائحيات والمرجانيات المجعدة تختفي نهائيا)، وعضديات الأرجل، والحيوانات الحزازية، وبطنيات القدم، والأمونيات (تموت الغوناتيت بالكامل)، والحشرات، ونظيرات الزواحف، ومندمجات الأقواس، والبرمائيات، وزنابق البحر (لم ينج منها سوى المتمفصلات)، وجميع عريضات الأجنحة، وثلاثيات الفصوص، والجرابتوليت، والهيوليثانيات، وزنابق البحر الحشيانية، وبراعم البحر، والقرشيات الشوكية. | 274.4 ± 0.4       |
| البرمي  | السسورالي   | الكونغوري  | - أحداث جيولوجية: توحدت اليابسة لتتكون القارة العملاقة بانجيا ونشوء جبال الأورال، وجبال أواتشيتا، وجبال الأبالاش، من بين سلاسل جبلية أخرى (كما تشكل المحيط العملاق بانثالاسا أو المحيط الهادئ البدائي). نهاية التجلد البرمي الكربوني. المناخ حار وجاف. انخفاض محتمل في مستويات الأكسجين. تكون جبال أواشيتا واينوتيان في أمريكا الشمالية. تناقص تدريجي في حركة تكون جبال الأورال في أوروبا/آسيا. تكون جبال ألتاي في آسيا، بداية تكون جبال هنتر-بوين في القارة الأسترالية (تقريبا قبل 260 - 225 مليون سنة)، مما أدى إلى تكوين حزام نيو إنجلاند المطوي. - أحداث حيوية : انتشار وهيمنة مندمجات الأقواس (البليكوصورات ووحشيات الأقواس)، في حين تظل نظيرات الزواحف مقسومات الفقار والبرمائيات شائعة، ومن المحتمل أن تكون الأخيرة قد أدت إلى ظهور البرمائيات الحديثة في هذا العصر. في منتصف العصر البرمي، أحتلت السراخس والنباتات البذرية محل النباتات الذئبية. تطورت الخنافس والذباب. انقرضت مفصليات الأرجل الكبيرة وأشباه رباعيات الأطراف. ازدهرت الحياة البحرية في الشعاب المرجانية الضحلة الدافئة؛ كثرت البرودكتيدات، والملولبيات وعضديات الأرجل، وذوات الصدفتين، والمنخربات، والأمونيت (بما في ذلك الغونياتيت)، ومستقيمات القرن. تنشأ الزواحف التاجية من ثنائيات الأقواس السابقة، وتنقسم إلى أسلاف أشباه العظايا الحرشفية، والكيوينوصوريدات، والکورستوديرات، والأركوصورات، وسلاحف ذات الدرع، والإكثيوصورات، والثالاتوصورات، العظائيات الزعنفية. تتطور كلبيات الأسنان من وحشيات الأقواس الأكبر. انقراض أولسون (273 مليون سنة مضت)، وانقراض نهاية الكابتاني (260 مليون سنة مضت)، انقراض البرمي-الثلاثي(252 مليون سنة مضت) حدوثه واحدا تلو الآخر: أنقرض تقريبا 80% من الحياة على الأرض، شملت معظم العوالق الرتيرية، والشعاب المرجانية (الصفائحيات والمرجانيات المجعدة تختفي نهائيا)، وعضديات الأرجل، والحيوانات الحزازية، وبطنيات القدم، والأمونيات (تموت الغوناتيت بالكامل)، والحشرات، ونظيرات الزواحف، ومندمجات الأقواس، والبرمائيات، وزنابق البحر (لم ينج منها سوى المتمفصلات)، وجميع عريضات الأجنحة، وثلاثيات الفصوص، والجرابتوليت، والهيوليثانيات، وزنابق البحر الحشيانية، وبراعم البحر، والقرشيات الشوكية. | 283.3 ± 0.4       |
| البرمي  | السسورالي   | الأرتينسكي | - أحداث جيولوجية: توحدت اليابسة لتتكون القارة العملاقة بانجيا ونشوء جبال الأورال، وجبال أواتشيتا، وجبال الأبالاش، من بين سلاسل جبلية أخرى (كما تشكل المحيط العملاق بانثالاسا أو المحيط الهادئ البدائي). نهاية التجلد البرمي الكربوني. المناخ حار وجاف. انخفاض محتمل في مستويات الأكسجين. تكون جبال أواشيتا واينوتيان في أمريكا الشمالية. تناقص تدريجي في حركة تكون جبال الأورال في أوروبا/آسيا. تكون جبال ألتاي في آسيا، بداية تكون جبال هنتر-بوين في القارة الأسترالية (تقريبا قبل 260 - 225 مليون سنة)، مما أدى إلى تكوين حزام نيو إنجلاند المطوي. - أحداث حيوية : انتشار وهيمنة مندمجات الأقواس (البليكوصورات ووحشيات الأقواس)، في حين تظل نظيرات الزواحف مقسومات الفقار والبرمائيات شائعة، ومن المحتمل أن تكون الأخيرة قد أدت إلى ظهور البرمائيات الحديثة في هذا العصر. في منتصف العصر البرمي، أحتلت السراخس والنباتات البذرية محل النباتات الذئبية. تطورت الخنافس والذباب. انقرضت مفصليات الأرجل الكبيرة وأشباه رباعيات الأطراف. ازدهرت الحياة البحرية في الشعاب المرجانية الضحلة الدافئة؛ كثرت البرودكتيدات، والملولبيات وعضديات الأرجل، وذوات الصدفتين، والمنخربات، والأمونيت (بما في ذلك الغونياتيت)، ومستقيمات القرن. تنشأ الزواحف التاجية من ثنائيات الأقواس السابقة، وتنقسم إلى أسلاف أشباه العظايا الحرشفية، والكيوينوصوريدات، والکورستوديرات، والأركوصورات، وسلاحف ذات الدرع، والإكثيوصورات، والثالاتوصورات، العظائيات الزعنفية. تتطور كلبيات الأسنان من وحشيات الأقواس الأكبر. انقراض أولسون (273 مليون سنة مضت)، وانقراض نهاية الكابتاني (260 مليون سنة مضت)، انقراض البرمي-الثلاثي(252 مليون سنة مضت) حدوثه واحدا تلو الآخر: أنقرض تقريبا 80% من الحياة على الأرض، شملت معظم العوالق الرتيرية، والشعاب المرجانية (الصفائحيات والمرجانيات المجعدة تختفي نهائيا)، وعضديات الأرجل، والحيوانات الحزازية، وبطنيات القدم، والأمونيات (تموت الغوناتيت بالكامل)، والحشرات، ونظيرات الزواحف، ومندمجات الأقواس، والبرمائيات، وزنابق البحر (لم ينج منها سوى المتمفصلات)، وجميع عريضات الأجنحة، وثلاثيات الفصوص، والجرابتوليت، والهيوليثانيات، وزنابق البحر الحشيانية، وبراعم البحر، والقرشيات الشوكية. | 290.1 ± 0.26      |
| البرمي  | السسورالي   | الساكماري  | - أحداث جيولوجية: توحدت اليابسة لتتكون القارة العملاقة بانجيا ونشوء جبال الأورال، وجبال أواتشيتا، وجبال الأبالاش، من بين سلاسل جبلية أخرى (كما تشكل المحيط العملاق بانثالاسا أو المحيط الهادئ البدائي). نهاية التجلد البرمي الكربوني. المناخ حار وجاف. انخفاض محتمل في مستويات الأكسجين. تكون جبال أواشيتا واينوتيان في أمريكا الشمالية. تناقص تدريجي في حركة تكون جبال الأورال في أوروبا/آسيا. تكون جبال ألتاي في آسيا، بداية تكون جبال هنتر-بوين في القارة الأسترالية (تقريبا قبل 260 - 225 مليون سنة)، مما أدى إلى تكوين حزام نيو إنجلاند المطوي. - أحداث حيوية : انتشار وهيمنة مندمجات الأقواس (البليكوصورات ووحشيات الأقواس)، في حين تظل نظيرات الزواحف مقسومات الفقار والبرمائيات شائعة، ومن المحتمل أن تكون الأخيرة قد أدت إلى ظهور البرمائيات الحديثة في هذا العصر. في منتصف العصر البرمي، أحتلت السراخس والنباتات البذرية محل النباتات الذئبية. تطورت الخنافس والذباب. انقرضت مفصليات الأرجل الكبيرة وأشباه رباعيات الأطراف. ازدهرت الحياة البحرية في الشعاب المرجانية الضحلة الدافئة؛ كثرت البرودكتيدات، والملولبيات وعضديات الأرجل، وذوات الصدفتين، والمنخربات، والأمونيت (بما في ذلك الغونياتيت)، ومستقيمات القرن. تنشأ الزواحف التاجية من ثنائيات الأقواس السابقة، وتنقسم إلى أسلاف أشباه العظايا الحرشفية، والكيوينوصوريدات، والکورستوديرات، والأركوصورات، وسلاحف ذات الدرع، والإكثيوصورات، والثالاتوصورات، العظائيات الزعنفية. تتطور كلبيات الأسنان من وحشيات الأقواس الأكبر. انقراض أولسون (273 مليون سنة مضت)، وانقراض نهاية الكابتاني (260 مليون سنة مضت)، انقراض البرمي-الثلاثي(252 مليون سنة مضت) حدوثه واحدا تلو الآخر: أنقرض تقريبا 80% من الحياة على الأرض، شملت معظم العوالق الرتيرية، والشعاب المرجانية (الصفائحيات والمرجانيات المجعدة تختفي نهائيا)، وعضديات الأرجل، والحيوانات الحزازية، وبطنيات القدم، والأمونيات (تموت الغوناتيت بالكامل)، والحشرات، ونظيرات الزواحف، ومندمجات الأقواس، والبرمائيات، وزنابق البحر (لم ينج منها سوى المتمفصلات)، وجميع عريضات الأجنحة، وثلاثيات الفصوص، والجرابتوليت، والهيوليثانيات، وزنابق البحر الحشيانية، وبراعم البحر، والقرشيات الشوكية. | 293.52 ± 0.17     |
| البرمي  | السسورالي   | الأسيلي    | - أحداث جيولوجية: توحدت اليابسة لتتكون القارة العملاقة بانجيا ونشوء جبال الأورال، وجبال أواتشيتا، وجبال الأبالاش، من بين سلاسل جبلية أخرى (كما تشكل المحيط العملاق بانثالاسا أو المحيط الهادئ البدائي). نهاية التجلد البرمي الكربوني. المناخ حار وجاف. انخفاض محتمل في مستويات الأكسجين. تكون جبال أواشيتا واينوتيان في أمريكا الشمالية. تناقص تدريجي في حركة تكون جبال الأورال في أوروبا/آسيا. تكون جبال ألتاي في آسيا، بداية تكون جبال هنتر-بوين في القارة الأسترالية (تقريبا قبل 260 - 225 مليون سنة)، مما أدى إلى تكوين حزام نيو إنجلاند المطوي. - أحداث حيوية : انتشار وهيمنة مندمجات الأقواس (البليكوصورات ووحشيات الأقواس)، في حين تظل نظيرات الزواحف مقسومات الفقار والبرمائيات شائعة، ومن المحتمل أن تكون الأخيرة قد أدت إلى ظهور البرمائيات الحديثة في هذا العصر. في منتصف العصر البرمي، أحتلت السراخس والنباتات البذرية محل النباتات الذئبية. تطورت الخنافس والذباب. انقرضت مفصليات الأرجل الكبيرة وأشباه رباعيات الأطراف. ازدهرت الحياة البحرية في الشعاب المرجانية الضحلة الدافئة؛ كثرت البرودكتيدات، والملولبيات وعضديات الأرجل، وذوات الصدفتين، والمنخربات، والأمونيت (بما في ذلك الغونياتيت)، ومستقيمات القرن. تنشأ الزواحف التاجية من ثنائيات الأقواس السابقة، وتنقسم إلى أسلاف أشباه العظايا الحرشفية، والكيوينوصوريدات، والکورستوديرات، والأركوصورات، وسلاحف ذات الدرع، والإكثيوصورات، والثالاتوصورات، العظائيات الزعنفية. تتطور كلبيات الأسنان من وحشيات الأقواس الأكبر. انقراض أولسون (273 مليون سنة مضت)، وانقراض نهاية الكابتاني (260 مليون سنة مضت)، انقراض البرمي-الثلاثي(252 مليون سنة مضت) حدوثه واحدا تلو الآخر: أنقرض تقريبا 80% من الحياة على الأرض، شملت معظم العوالق الرتيرية، والشعاب المرجانية (الصفائحيات والمرجانيات المجعدة تختفي نهائيا)، وعضديات الأرجل، والحيوانات الحزازية، وبطنيات القدم، والأمونيات (تموت الغوناتيت بالكامل)، والحشرات، ونظيرات الزواحف، ومندمجات الأقواس، والبرمائيات، وزنابق البحر (لم ينج منها سوى المتمفصلات)، وجميع عريضات الأجنحة، وثلاثيات الفصوص، والجرابتوليت، والهيوليثانيات، وزنابق البحر الحشيانية، وبراعم البحر، والقرشيات الشوكية. | 298.9 ± 0.15      |
| الفحمي  | البنسلفاني  | الغزيلي    | أقدم | أقدم              |

## المحيطات
ظلت مستوى سطح البحر في العصر البرمي منخفض، وتقلصت البيئات القريبة من الساحل وجميع الأراضي الرئيسية تجمعت في قارة واحدة بانجيا، وقد يكون هذا أحد الأسباب لانقراض عدد كبير من الكائنات البحرية في نهاية العصر نتيجة للانخفاض الحاد للمناطق الساحلية الضحلة التي تفضلها كثير من الكائنات البحرية.

## جغرافي العصر البرمي
في بداية العصر البرمي كانت الأرض لا تزال متأثرة بالعصر الجليدي الأخير، ولذلك فقد تغطت المناطق القطبية بطبقات هائلة من الجليد. وبقي مستوى البحر منخفضًا بشكل عام. وخلال العصر البرمي، نتج بسبب اتحاد سيبيريا وشرق أوروبا على امتداد جبال الأورال حدث اتحاد شبه كامل لقارة بانجيا. وأصبحت منطقة جنوب شرق آسيا هي الكتلة الأرضية الكبيرة المنفصلة الوحيدة وبقيت كذلك خلال حقبة الحياة الوسطى. كان خط الاستواء يفصل بانجيا إلى جزأين وامتدت باتجاه القطبين، وقد اثر ذلك على تيارات المحيط مكونة محيط واحد كبير («البحر العالمي»، أبو المحيطات)، ومحيط تيثس القديم، المحيط الكبير الواقع بين آسيا وغندوانا. تصدعت القارة سيميريا وابتعدت عن غندوانا وانجرفت شمالا إلى لوراسيا، مما تسبب في تقلص محيط تيثس القديم. وبدأ المحيط الجديد يزداد حجمه في نهايته الجنوبية، وقد كان محيط تيثس هو المهيمن في حقبة الحياة الوسطى. سببت القارة الكبير تغيرات مناخية حادة من الحرارة والبرودة («المناخ القاري») مع رياح موسمية وكذلك هطول أمطار موسمية. ويبدو أن الصحارى قد انتشرت بشكل واسع في القارة بانجيا. وتفضل بعض النباتات مثل هذه الظروف الجافة مثل عاريات البذور والنباتات ذات البذور المغلفة بغطاء واقي، وأكثر هذه الأنواع هي السراخس التي تشتت الأبواغ في بيئة رطبة. وأولى الأشجار الحديثة (الصنوبريات، الجنكة والسيكاسيات) ظهرت في العصر البرمي.
- 1-أمريكا الجنوبية
- 2-أفريقيا
- 3-الهند
- 4-أستراليا
- 5-القطب الجنوبي
- 6-كلبيات الفك (زواحف الثلاثي).
- 7-الميسوصورات (زواحف البرمي).
- 8-السراخس اللسانية (سرخسيات البرمي).
- 9-سحليات المجرفة (زواحف الثلاثي).

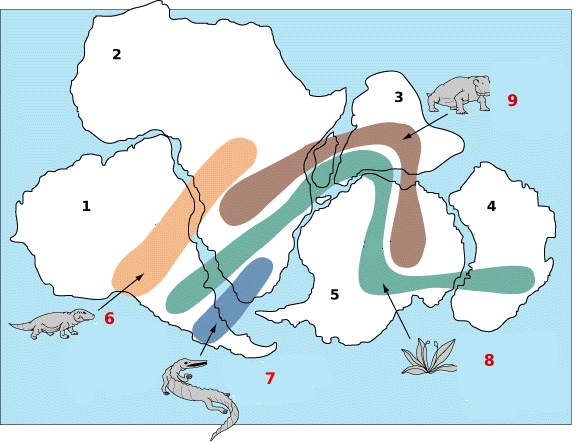
توزيع بعض الأجناس خلال العصر البرمي والثلاثي:

ساهم تكون السلاسل الجبلية الرئيسية لصالح التباين المناخي حول العالم والحواجز المحلية التي سببتها السلاسل الجبلية التي تشكلت حديثا لمزيد من المناطق الخصبة. ولا زالت المناطق القطبية باردة والمناطق الاستوائية دافئة جدا، لذلك ظلت النباتات في خطوط العرض المنخفضة خلال العصر البرمي العلوي. كما أن نباتات العصر البرمي استمرت في عمليات التكيف مع المناخ الجاف الذي بدأ منذ فترة الفحمي المتأخر. وقد أدت الظروف المناخية لتبخرات كثيفة زادت من تركيز من الرواسب الملحية في جميع الأوقات الجيولوجية. وشاعت رواسب الكثبان الرملية، التي تبين وضع الصحارى القديمة.
وجدت الصخور الرسوبية للبرمي في ثلاث مناطق: جبال الأورال (حيث تقع بيرم نفسها هناك)، الصين وجنوب غرب أمريكا الشمالية، تشمل طبقات تكساس الحمراء. حيث أطلق عليها اسم الحوض البرمي في ولاية تكساس ونيومكسيكو الأمريكيتين لأنها واحدة من أكثف الصخور الرسوبية للعصر البرمي في العالم.

## المناخ

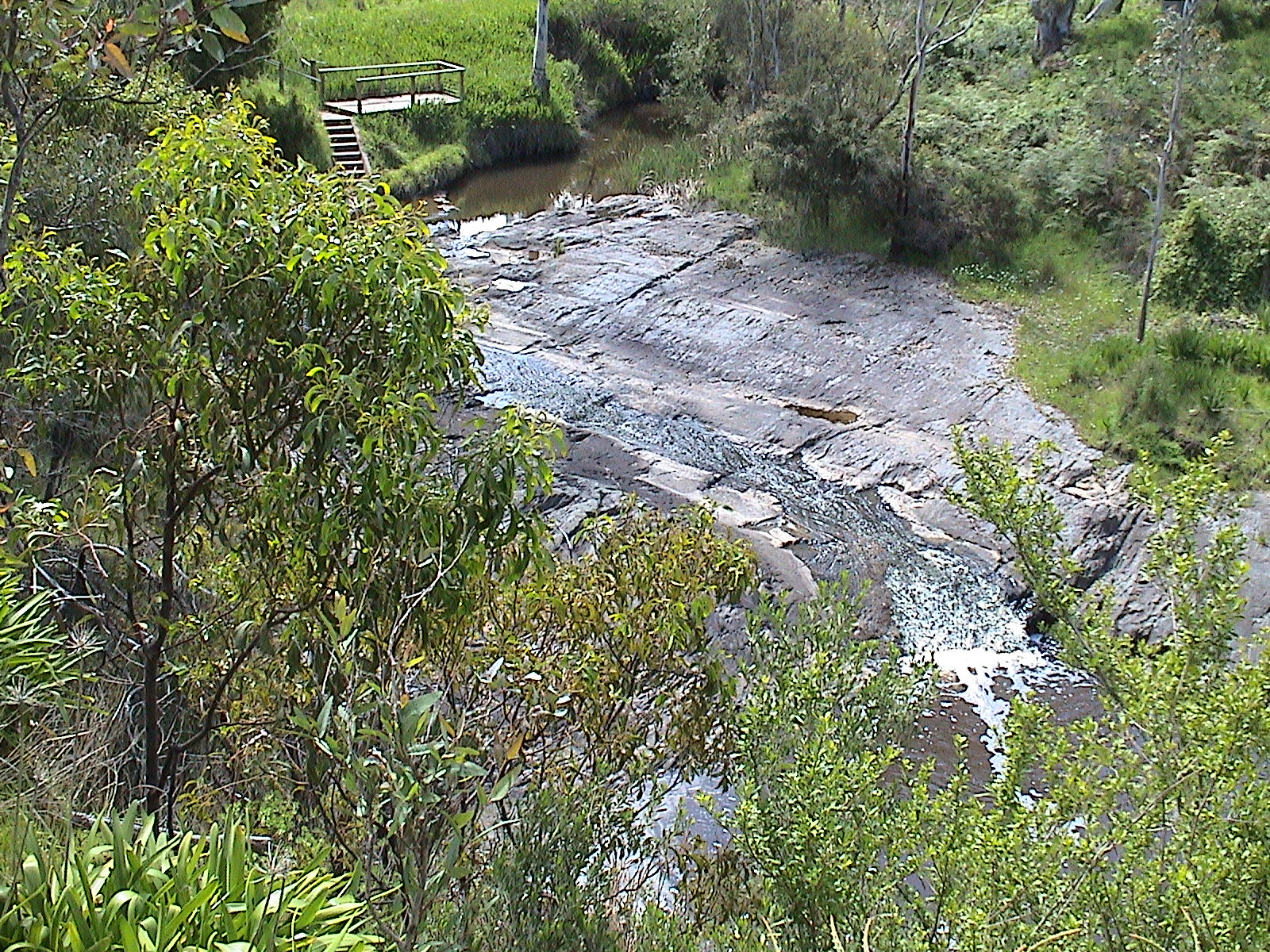
صخرة سيلوين، جنوب أستراليا، تقلم جليدي من العصر البرمي.

المناخ في البرمي متغير. ففي بداية العصر البرمي، كانت الأرض لا تزال في العصر الجليدي من بعد العصر الكربوني. خلال منتصف البرمي أنحسر الجليد وتحسن المناخ تدريجيا، وجفت القارات الداخلية. في أواخر العصر البرمي استمر الجفاف بالرغم من تغير درجة الحرارة بين دافئة وباردة.

## الحياة

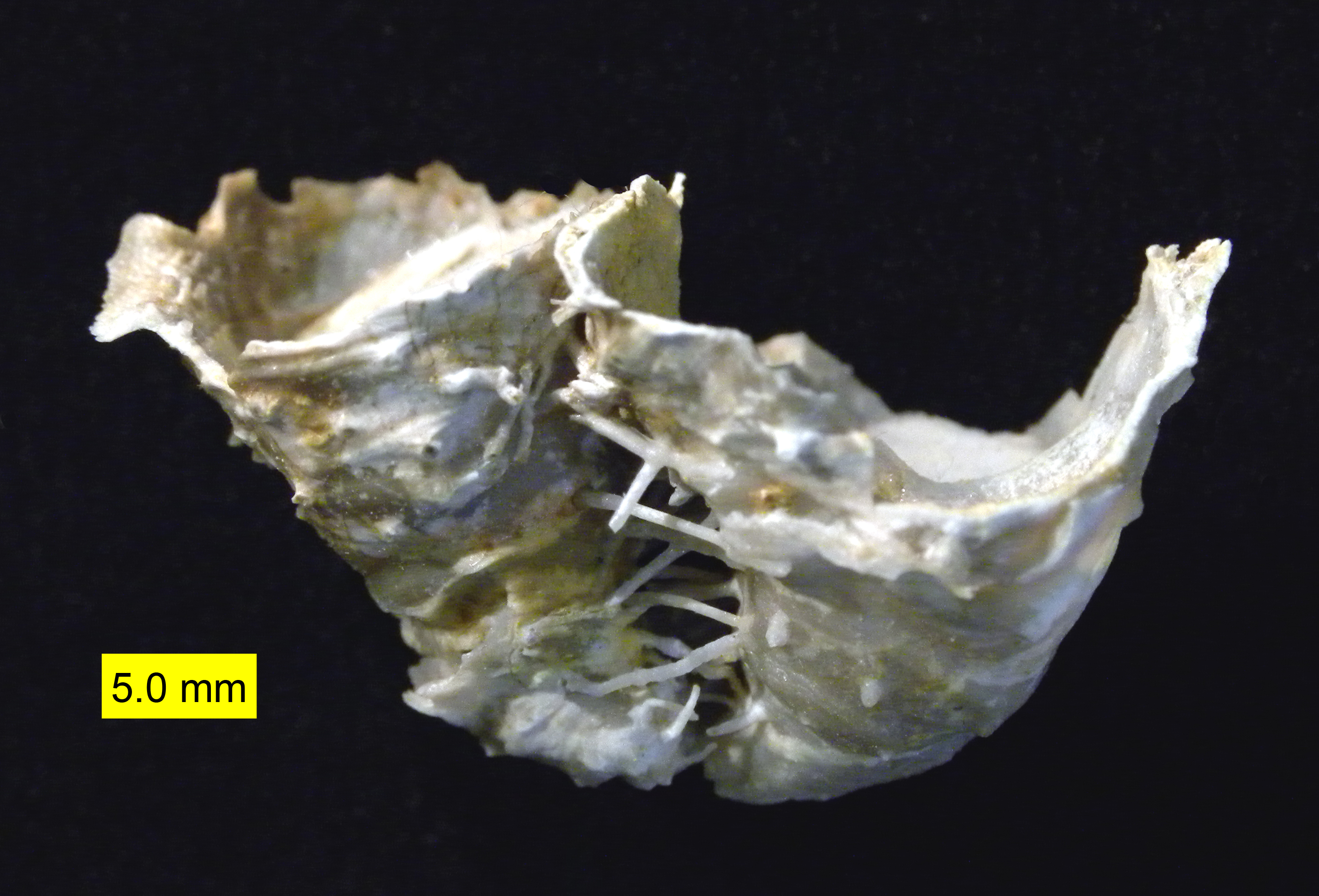
الهيركوسيستيريا المصفوية، ذراعيات الأرجل المنتجة للشعب المرجانية (البرمي الأوسط، جبال الزجاج في تكساس)

كانت الحياة البحرية في البرمي مشابهة لحياة التي كانت في الديفوني والفحمي باستثناء عدة مجموعات من الكائنات الحية في المحيطات التي اختفت في انقراض الديفوني المتأخر. وحدث تطور للحشرات الحديثة المظهر. وهناك أحافير شهيرة لهذا العصر تعود إلى الميسوصورو الديميترودون، وينتمي هذا الأخير إلى سلالة مندمجات الأقواس (الزواحف الثديية).

### الكائنات البحرية
إن الرواسب البحرية للبرمي غنية بأحافير الرخويات، وشوكيات الجلد، وعضديات الأرجل. توجد رواسب من الحجر الجيري السميكة جدا في المناطق التي على خط الاستواء في أوروبا وأمريكا الشمالية. وقد شكلت الطحالب والإسفنج والحيوانات الحزازية الحواجز المرجانية. وتعتبر أعداد المغزليات من المنخربات، ولديها إشعاع تكيفي عالي (5000 نوع في الصخور البرمية).
استمرت العوالق النباتية المكونة من الاكريتارك (Acritarch) بالعيش بالرغم من عدم تعافيها من الانقراض الكبير لنهاية الديفوني. وسرعان ما عاد تنوع الأمونيتات وظهرت أعداد كثيرة من النوتويدات. واختفت مجموعات رئيسية من الأسماك البدائية (لوحيات الأدمة، وقوقعيات الأدمة، إلخ.)، وتناقصت أعداد القرشيات الشوكية والأسماك الرئوية. وبدأت الأسماك العظمية وأسماك القرش بالسيطرة على البحار، وبدأت القروش بتطوير حركتها وميلها المتزايد للافتراس.

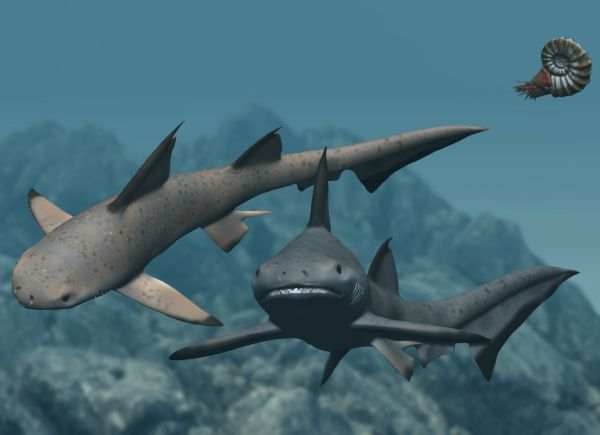
محدبة الأسنان (محدبات الأسنان)

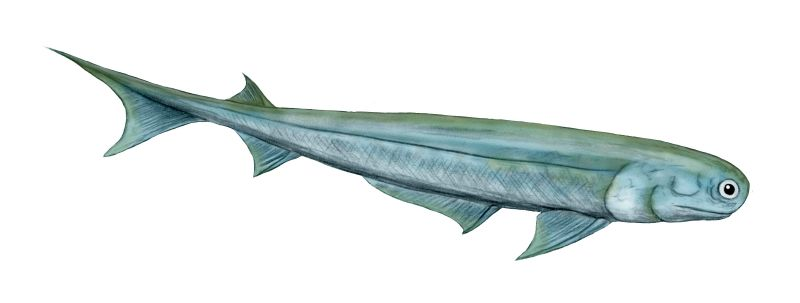
شائك الدرع (قرشيات شوكية)
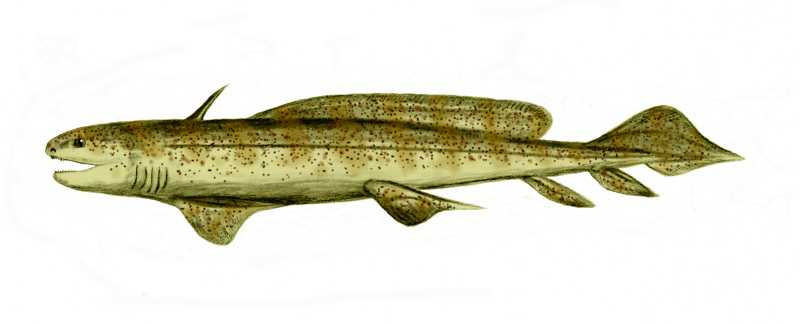
مستقيمة الأشواك (أسماك غضروفية)
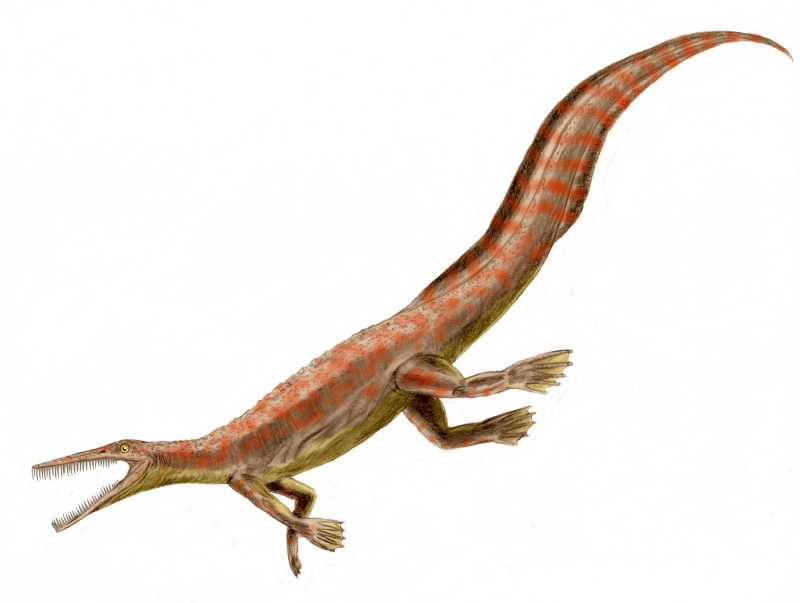
ميسوصور (عظائيات الوجه)

### الكائنات البرية
تشمل الحياة البرية في البرمي نباتات متنوعة، وفطريات، ومفصليات الأرجل، وأنواع مختلفة من رباعية الأطراف. وقد شهدت هذه الفترة صحراء ضخمة غطت المناطق الداخلية من قارة بانجيا. وانتشرت المنطقة الدافئة في نصف الكرة الشمالي حيث تشكلت الصحاري الجافة. وتشكلت الصخور ذلك الوقت وكانت ملطخة باللون الأحمر بسبب أكاسيد الحديد بسبب التسخين المكثف من الشمس على الأسطح الخالية من الغطاء النباتي. ومات عدد من الأنواع القديمة من النباتات والحيوانات أو أصبحت على حافة الانقراض.
بدأ العصر البرمي مع أستمرار ازدهار نباتات العصر الفحمي. وفي منتصف البرمي بدأ تحول كبيرة في الغطاء النباتي،
```
وحل محل أشجار العصر الفحمي 
النباتات الذئبية
 المحبة 
للمستنقعات
 مثل 
النبات الحرشفية
 
والسيجيلاريا
 التي تقع في المناطق القارية الداخلية 
السرخسيات البذرية
 المتطورة 
والمخروطيات
 البدائية. وفي نهاية البرمي، نجت أشجار العصر الفحمي مثل 
الذئبيات
 
وكنباثانيات
 المستنقعات على سلسلة من الجزر الاستوائية في 
محيط تيثس القديم
 التي أصبحت فيما بعد 
جنوب الصين
.
[
19
]
```

شهد البرمي انتشار لكثير من المجموعات الصنوبرية الهامة، بما فيها أسلاف لفصائل كثيرة موجودة في وقتنا الحاضر. وتكونت غابات غنية في مناطق عديدة مع أنواع نباتية مختلطة. وشهدت القارة الجنوبية انتشار غابات بذور السرخس والسرخس اللساني. وعلى الأرجح كانت مستويات الأوكسجين مرتفعة هناك. وظهر كذلك خلال هذه الفترة نباتات الجنكة والنخل السرخسي.
من التطورات المذهلة لبعض البرمائيات هي البيضة السلوية المغلفة (Cleidoic egg)، والتي حولتهم إلى زواحف وحررتهم من الاعتماد على الماء في التكاثر، وبالتالي أتاحت لهم استكشاف الثروات الداخلية للأرض، بعيدا عن البحار، والبحيرات والأنهار التي نشأت أسلافها. وعلى عكس البرمائيات فإن الزواحف لا تضع بيوضها في الماء. من المحتمل أن تكون البنية الهيكلية لبيوض الزواحف من البرمي السفلي، ولكن من المفترض أن البيوض السلوية قد ظهرت في العصر الفحمي.

### الحشرات
من عصر البنسلفاني حتى العصر البرمي، كانت أقارب الصراصير البدائية هي الأكثر نجاحا من الحشرات، لها ستة أرجل سريعة، وأربعة أجنحة متطورة قابلة للطي، وعيون قوية، وقرون استشعار طويلة ومتطورة (للشم)، وجهاز هضمي شره، ووعاء لتخزين الحيوانات المنوية، وهيكل خارجي من الكيتين للدعم والحماية، فضلا عن شكل الأحشاء وأجزاء الفم الفعالة التي تميزها عن الحيوانات العاشبة الأخرى. حوالي 90% من الحشرات في بداية العصر البرمي كانت شبيهة بالصراصير («صرصوريات الأجنحة»).
كانت الأشكال البدائية من اليعسوب (يعسوبيات) هي الكائنات المفترسة الهوائية السائدة وربما المهيمنة على الافتراس الحشري الأرضي أيضا. ظهرت اليعسوبيات الحقيقية في العصر البرمي، وكلها حشرات شبه مائية فعالة (المراحل غير الناضجة المائية والبالغة الأرضية)، كما هو الحال في جميع اليعسوبيات الحديثة. نماذجها الأولية هي أقدم الأحافير المجنحة، وتعود إلى العصر الديفوني، وتختلف في عدة نواحي عن أجنحة الحشرات الأخرى. وتشير الأحافير إلى أنها قد تكون امتلكت العديد من السمات الحديثة حتى في أواخر العصر الفحمي، ومن الممكن أنها تقتات على الفقاريات الصغيرة، بالنسبة لنوع واحد على الأقل (ميغانوروبسيس) فكان طول جناحه 71 سم. وظهرت مجموعات عديد من الحشرات الأخرى أو ازدهرت خلال العصر البرمي، منها الخنافس (Coleoptera) (الخنافس) ونصفيات الأجنحة (Hemiptera) (البق الحقيقي).

### رباعيات الأرجل
خلال البرمي المبكر هيمنت البليكوصورات والعضاضات العرضية والبرمائيات على الحيوانات البرية، وخلال البرمي الأوسط هيمنت وحشيات الأقواس البدائية مثل الدينوسيفيليات، وخلال البرمي المتأخر هيمنت وحشيات الأقواس أكثر تقدما مثل الجورجونوبسيات والديساينودونت وعند قرب نهاية العصر البرمي، ظهرت أركوصورات الشكل البدائية، التي تفرعت منها خلال العصر التالي أشباه السوكيات والديناصورات والتيروصورات. ظهرت أيضا في نهاية العصر البرمي كلبيات الأسنان الأولى، والتي ستتطور لتصبح من الثدييات خلال العصر الثلاثي. مجموعة أخرى من وحشيات الأقواس، مثل وحشيات الرأس (منها التمساح الذئبي)، الذي نشأ في البرمي الأوسط. ولم تكن هناك فقاريات طائرة (بالرغم من وجود فصيلة من الزواحف الطائرة المعروفة باسم عظايا ويغلت).
شهد عصر البرمي تطور الحيوانات الأرضية بالكامل وظهور أول الحيوانات الكبيرة العاشبة وآكلات اللحوم. وظهور بشكل كبير للاقوسيات على أشكال البارياصورات الضخمة ومجموعات أصغر، بشكل عام تشبه السحلية. وبدأت مجموعة من الزواحف الصغيرة تسمى ثنائيات الأقواس بالتكاثر. وكانت تلك أسلاف معظم الزواحف الحديثة والديناصورات المهيمنة وكذلك التيروصورات والتماسيح.
في هذا العصر ازدهرت مندمجات الأقواس (المجموعة التي ستشمل فيما بعد الثدييات) وتنوعت بشكل كبير. شملت مجموعة مندمجات الأقواس البرمية بعض الأعضاء الكبار مثل الديميترودونات. وقد ساعدت التعديلات الخاصة لمندمجات الأقواس من الازدهار في المناخ الجاف في العصر البرمي وتكاثرت لتسيطر على الفقاريات. تتألف السلويات الجذعية البرمية من مقسومات الفقار، والفقاريات الرقيقة، والعظائيات الضفدعية.

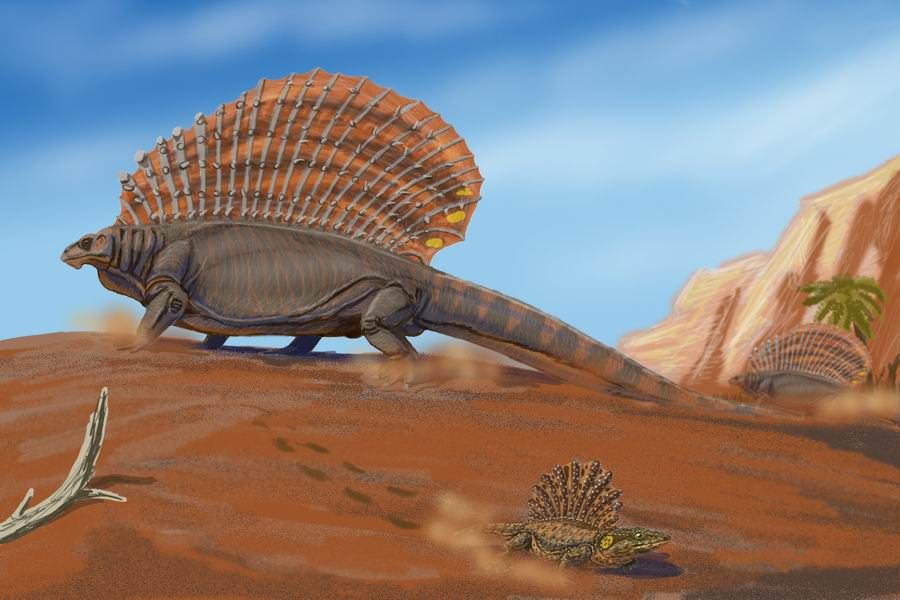
إدافوصور وبلاتيهيستريكس [الإنجليزية]-البرمي المبكر، أمريكا الشمالية وأوروبا
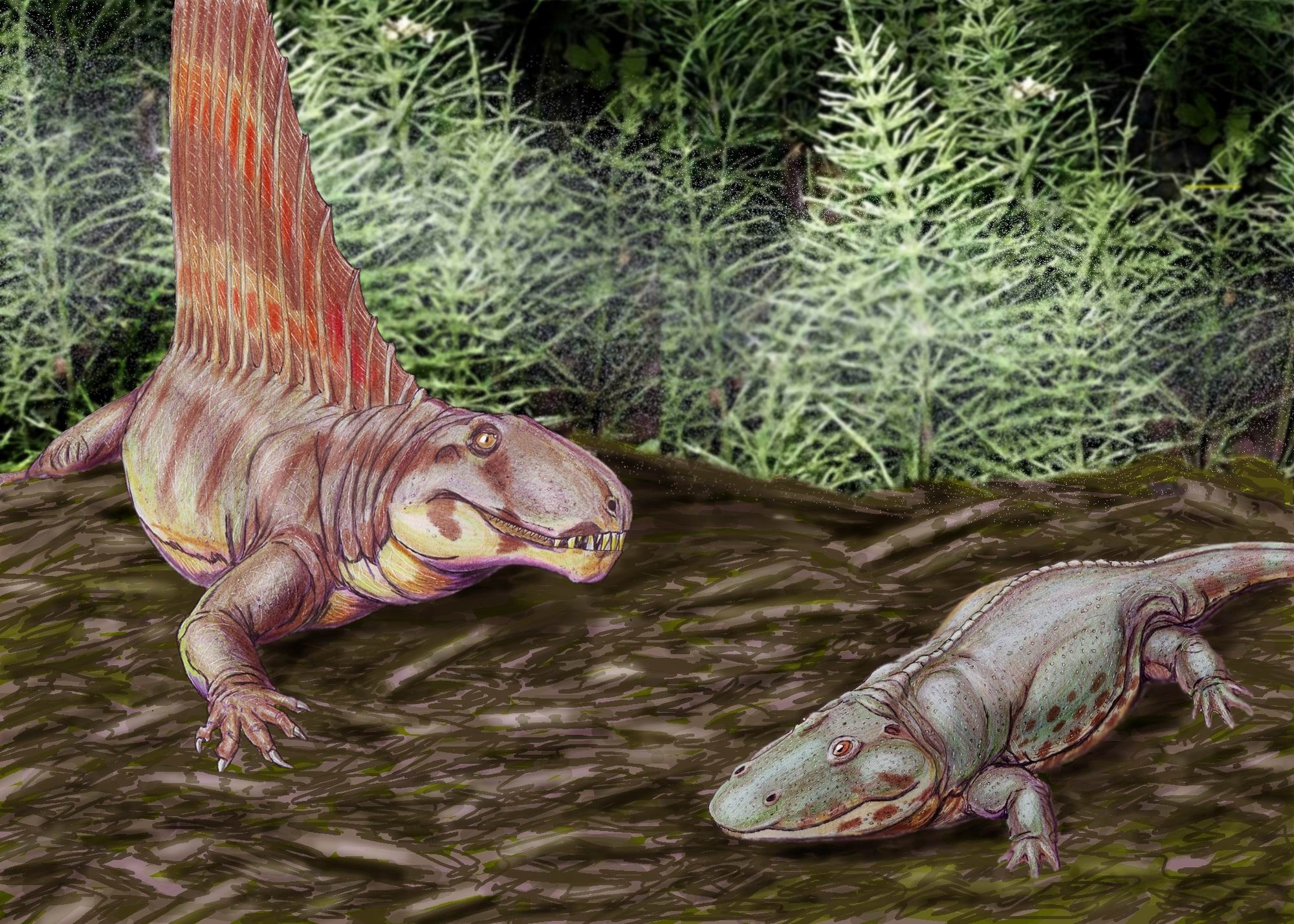
الديميترودون وممدود الوجه - (البرمي المبكر، أمريكا الشمالية)
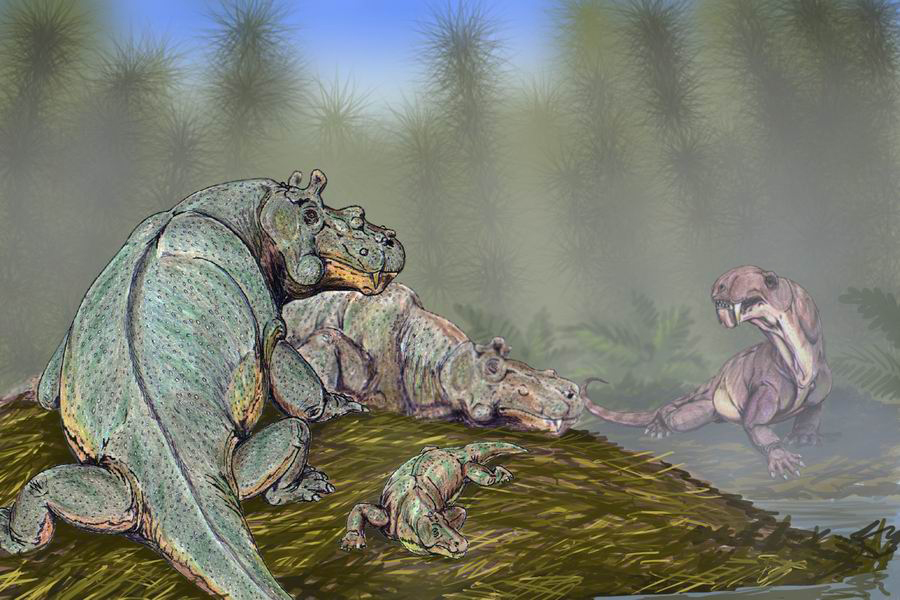
الحيوانات المغرة، الإستمنوسوكوس، تمساح عملاق فجري [الإنجليزية] (البرمي الأوسط، منطقة الاورال)
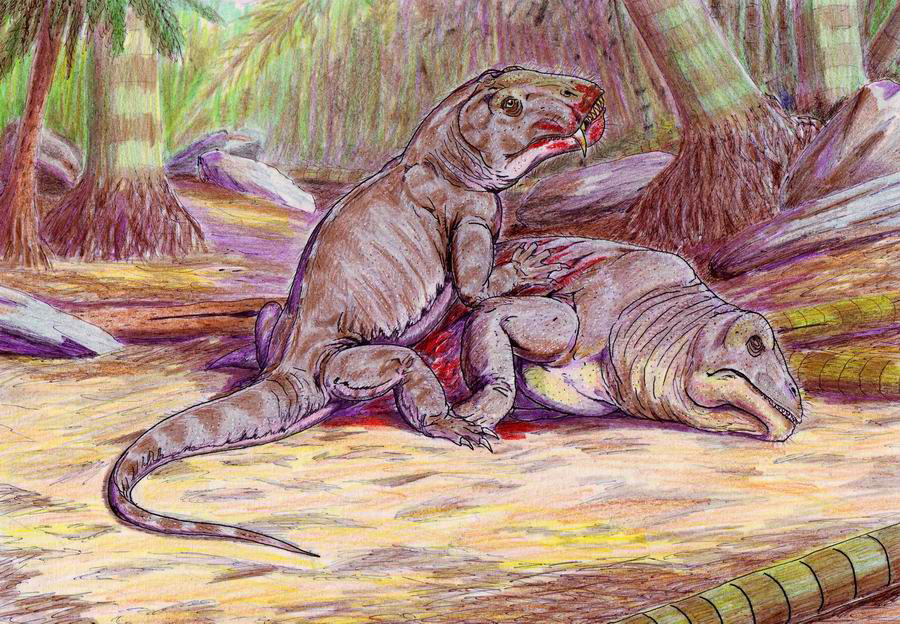
تيتانوفونوس وأوليموساوروس [الإنجليزية] (منطقة الاورال)
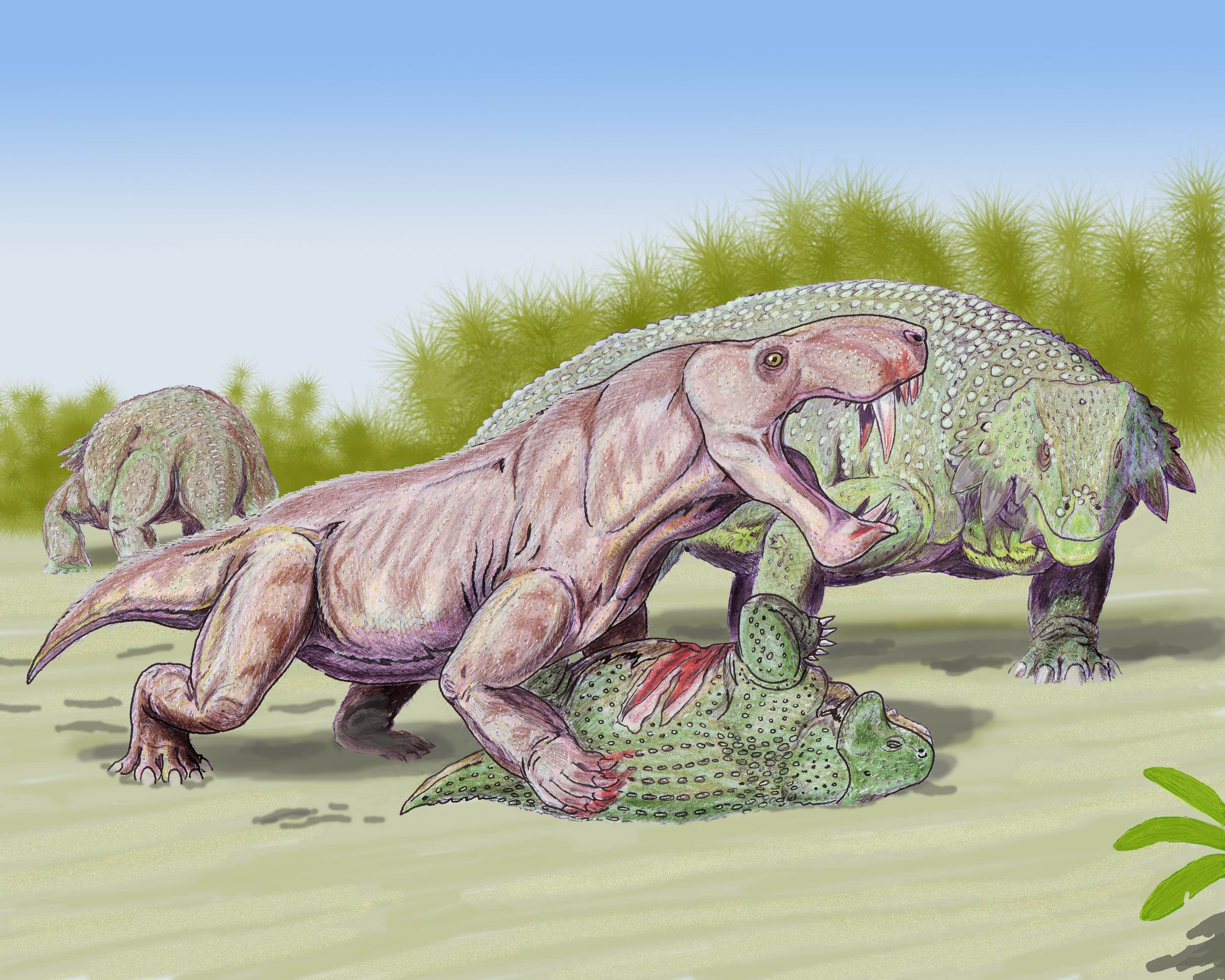
إنوسترانسيفيا وسكوتوصور-أواخر البرمي، شمال أوروبا، روسيا (شمال دفينا)
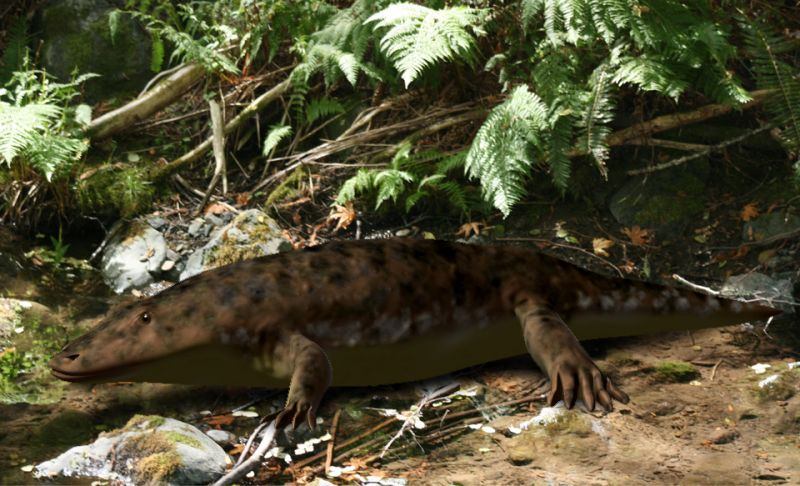
ممدود الوجه (برمائيات)

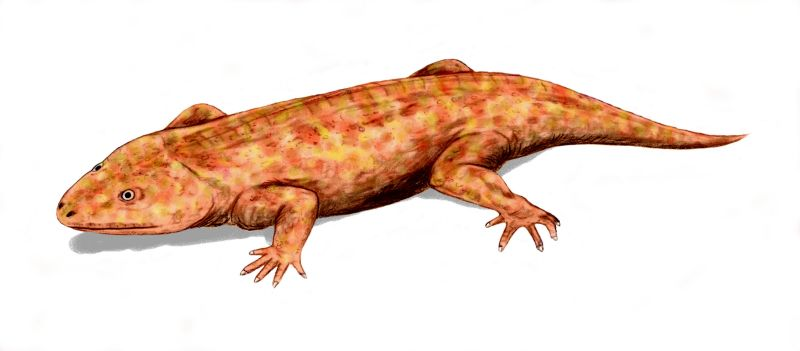
سيمور (شبيهات الزواحف)
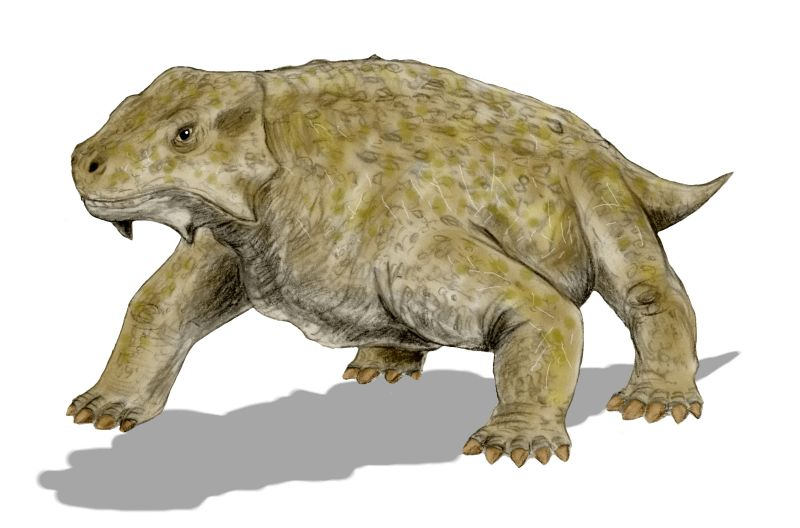
سكوتوصور (بركلوفونيات)
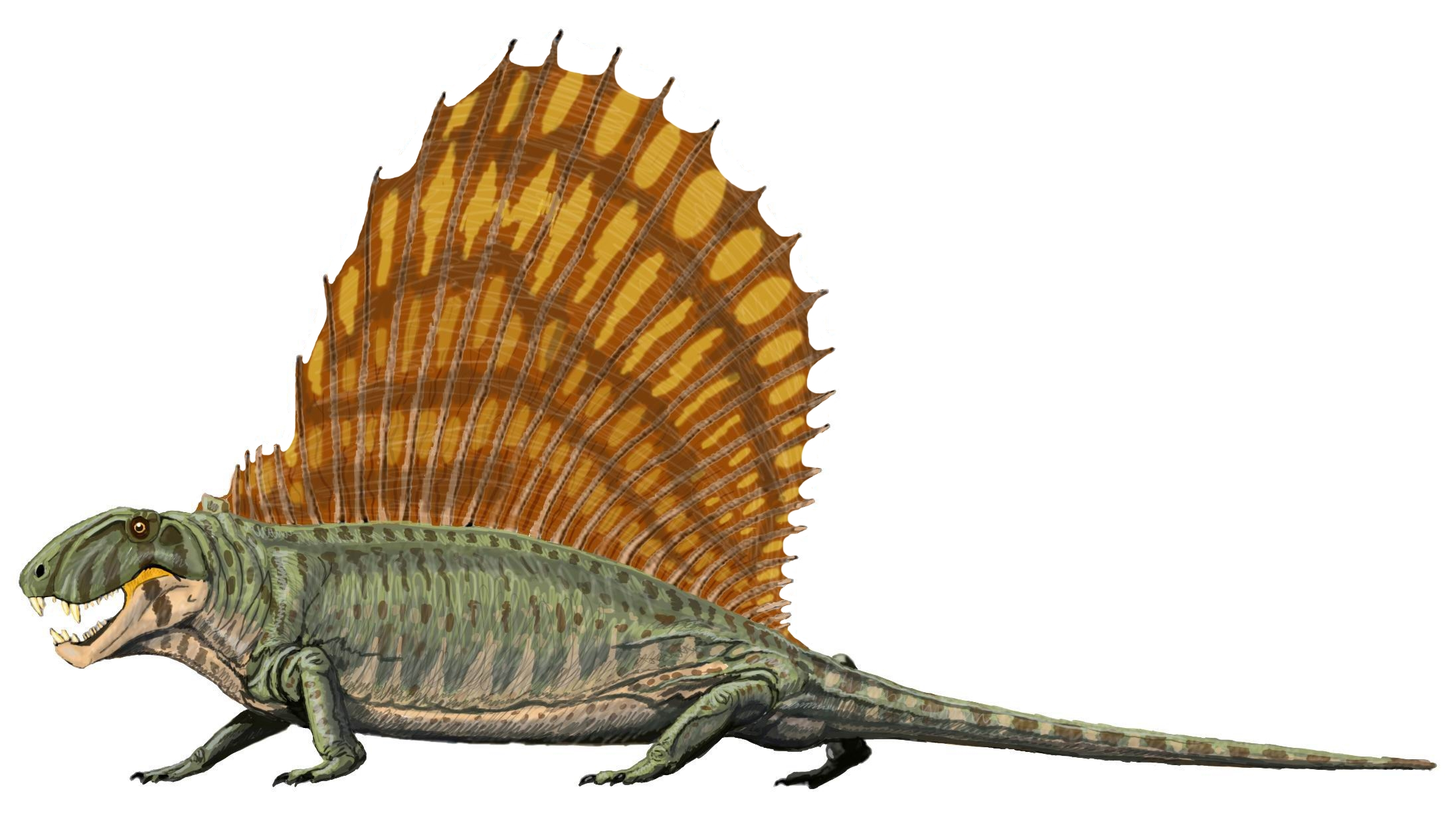
ديميترودون (بليكوصور)
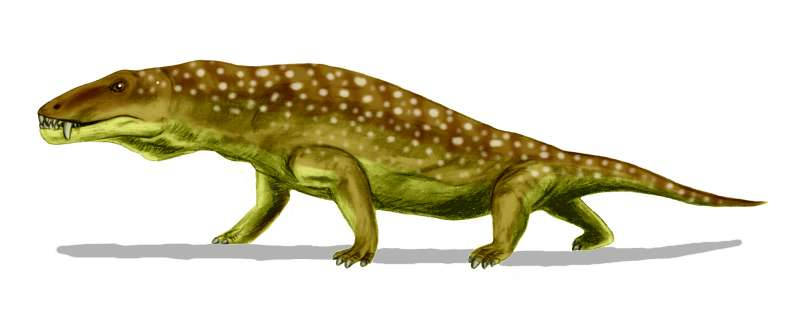
انتيوسورس (دينوسيفيليا)
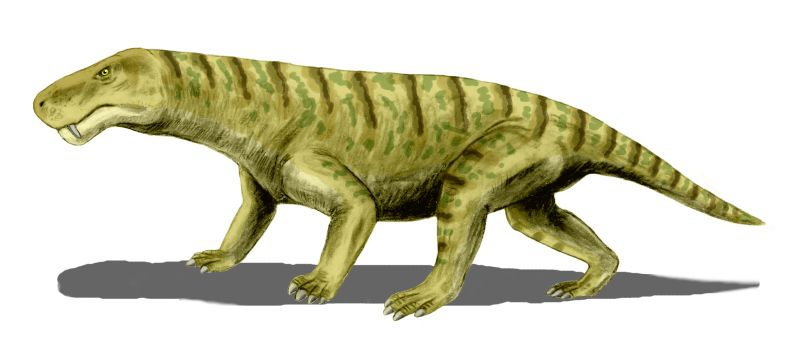
إنوسترانسيفيا (جورجونوبسيا)
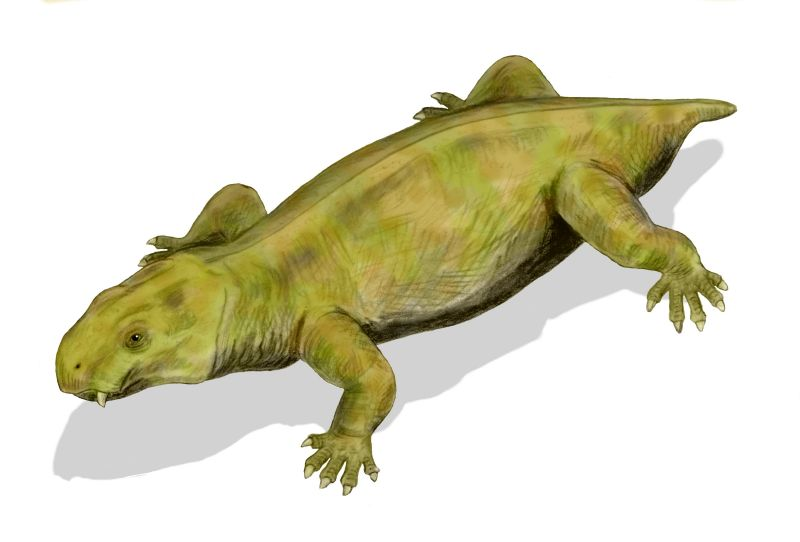
ديستودون [الإنجليزية] (ديساينودونت)
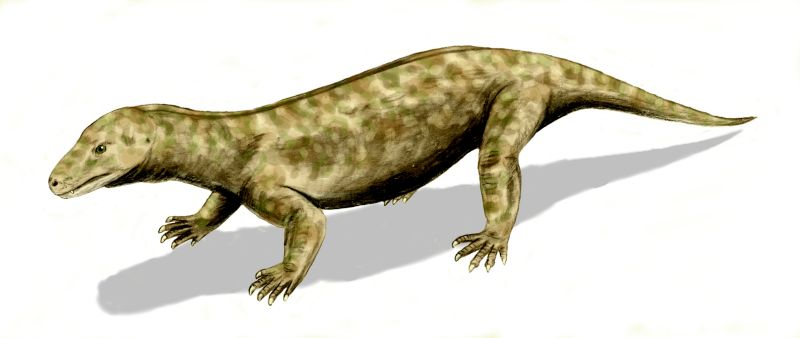
بروكينوسوكوس (كلبيات الأسنان)

### النباتات

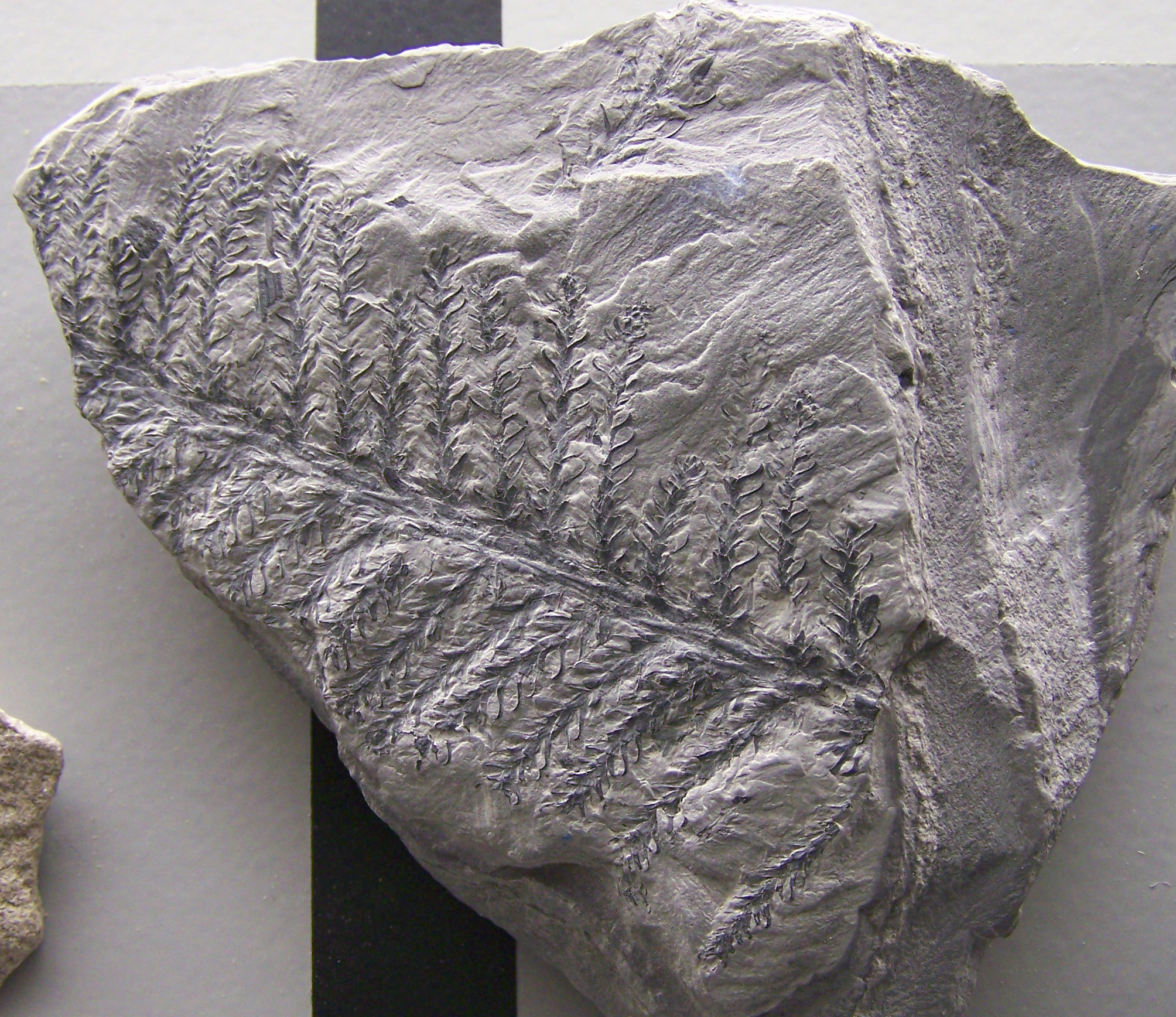
والشيا (المخروطيات).

قبل نهاية العصر البرمي، انبعثت كميات كافية من الأكسجين في الغلاف الجوي من العوالق النباتية البحرية والحياة النباتية المزدهرة لتصل إلى مستويات أعلى من مستويات هذا اليوم. وانتشرت الغابة المطيرة الضخمة التي تأوي حياة حيوانية وفيرة، التي يمكنها الاعتماد على هذا المصدر الكبير من الطاقة باكتشافها أماكن جديدة لتوسيع سلسلة الطعام. واصلت النباتات الفحمية هيمنتها حتى بدأت تتناقص بحلول البرمي السفلي في وقت لاحق. خلال العصر البرمي سيطرت عاريات البذور على البيئة الأرضية، والتي تضمنت أسلاف الصنوبريات الحديثة (الانتقال بين المخروطيات والكوردايتيات، التي كانت فولتزيلات، مثل والشيا)، وقد شهد العصر البرمي تشعب تكيفي للعديد من المجموعات الصنوبرية المهمة، ومنها أسلاف العديد من الفصائل الموجودة في هذا اليوم. كما ظهرت خلال هذه الفترة الجنكة والسيكاديات. وكانت الغابات الغنية موجودة في معظم البيئات، يتخللها مجموعات نباتية مختلفة.
لا تزال نباتات رجل الذئبية وغابات المستنقعات تهيمن على جنوب الصين لأنها كانت قارة معزولة وتقع بالقرب من خط الاستواء. في نهاية العصر البرمي، اختفت تقريبا جميع أشجار السراخس الكنباثية والحزازيات الذئبية.

## حدث انقراض البرمي-الثلاثي

حدث الانقراض البرمي - الثلاثي ("End P")، يعتبر أكثر حدث انقراض أهمية في هذا الرسم الباني للأجناس البحرية التي نتج عنها أعدادا كبيرة من الأحافير.

انتهى العصر البرمي بأكبر حدث انقراض مسجل في علم الأحياء القديمة: وهو حدث انقراض البرمي-الثلاثي. حيث انقرض ما بين 90 إلى 95% من الأنواع البحرية، وكذلك 70% من جميع الكائنات الحية البرية. وهو أيضا الانقراض الجماعي الوحيد المعروف للحشرات. وقد تم التعافي من هذا الحدث ؛ حيث استغرق النظام البيئي على الأرض نحو 30 مليون سنة للتعافي. وأخيرا انقرضت ثلاثيات الفصوص قبل نهاية العصر البرمي، التي كانت قد ازدهرت منذ العصر الكامبري. وقد نجت النوتويديات (رأسيات القدم) بشكل مدهش من هذا الحادث.
هناك أدلة على أن الصهارة التي على شكل بازلت الفيضانات، كانت تصب على سطح الأرض فيما يسمى الآن مصاطب سيبيريا لآلاف السنين، مما ساهم في الضغط البيئي الذي أدى إلى الانقراض الجماعي. وربما بسبب انخفاض الموائل الساحلية وزيادة الجفاف. وبناءً على كمية الحمم التي نتجت خلال هذه الفترة، فإن أسوأ سيناريو هو إطلاق ما يكفي من ثاني أكسيد الكربون من الثورانات لرفع درجات الحرارة العالمية خمس درجات مئوية.
وفرضية أخرى هي تنفيس المحيط لغاز كبريتيد الهيدروجين، وفقدان أفسام من أعماق المحيط كل الأكسجين الذائب بشكل دوري مما يجعل البكتيريا التي تعيش بدون أكسجين بالازدهار وإنتاج غاز كبريتيد الهيدروجين. وإذا تراكم ما يكفي من كبريتيد الهيدروجين في منطقة لا يوجد بها أكسجين فقد يرتفع الغاز إلى الغلاف الجوي. من المعروف أن الغازات المؤكسدة في الغلاف الجوي ستدمر الغازات السامة، لكن كبريتيد الهيدروجين سوف يستهلك قريبا كل غازات الغلاف الجوي المتاحة. وربما زادت مستويات كبريتيد الهيدروجين زيادة كبيرة على مدى بضع مئات من السنين. وتشير نماذج لمثل هذا الحدث إلى أن الغاز سيدمر الأوزون في الغلاف الجوي العلوي مما يسمح للأشعة فوق البنفسجية بقتل الأنواع التي نجت من الغازات السامة. وهناك أنواع بإمكانها استقلاب كبريتيد الهيدروجين.
وفرضية أخرى تعتمد على نظرية انفجار بازلت الفيضانات. والزيادة بمقدار خمس درجات مئوية في درجة الحرارة لن تكون كافية لتفسير موت 95% من الحياة. لكن هذا التسخين يمكن أن يرفع درجات حرارة المحيط ببطء حتى تذوب خزانات الميثان المجمدة تحت قاع المحيط بالقرب من السواحل، وطرد ما يكفي من غاز الميثان (من بين أقوى الغازات الدفيئة) في الغلاف الجوي لرفع درجات الحرارة العالمية بمقدار خمس درجات مئوية إضافية. وتساعد فرضية الميثان المجمد على تفسير الزيادة في مستويات الكربون-12 الموجودة في منتصف الطبقة الحدودية البرمية الثلاثية. كما أنها تساعد على تفسير لماذا كانت المرحلة الأولى من طبقة الانقراضات على الأساس الأرضي، والثانية على الأساس البحري (وتبدأ مباشرة بعد الزيادة في مستويات كربون-12)، والثالثة على لأساس الأرضي مرة أخرى. وهناك فرضية أكثر تخمينية هي أن إشعاع شديد من مستعر أعظم قريب كان مسؤولاً عن الانقراض.
وتم الافتراض أيضا أن فوهة صدمية نيزكية ضخمة (فوهة ويلكس لاند) يبلغ قطرها حوالي 500 كيلومتر في القارة القطبية الجنوبية تمثل حدث قد يكون مرتبطا بالانقراض. وتقع الفوهة على عمق 1.6 كيلومتر تحت جليد ويلكس لاند في شرق القارة القطبية الجنوبية. ويعتقد العلماء أن هذا التأثير ربما تسبب في حدث الانقراض البرمي-الثلاثي، على الرغم من أن عمره بين 100 مليون و 500 مليون سنة. كما تكهنوا أنها ربما ساهمت بطريقة ما في فصل أستراليا عن الكتلة الأرضية في القطب الجنوبي، وكلاهما جزء من قارة عظمى تسمى غوندوانا. لا يقترب مستوى انكسار الإيريديوم والكوارتز في الطبقة البرمية الثلاثية من تلك الموجودة في الطبقة الحدودية الطباشيرية-الباليوجينية. وبالنظر إلى أن نسبة أكبر بكثير من الأنواع والكائنات الفردية قد انقرضت سابقا، يلقي الشك على أهمية تأثير النيزك في خلق هذا الانقراض الأخير. وتم إلقاء المزيد من الشك على هذه النظرية على أساس الأحافير في غرينلاند التي أظهرت أن الانقراض كان تدريجيا، ودام حوالي ثمانين ألف سنة على ثلاث مراحل متميزة.